# Kaili Shimbo
Kaili Shimbo (新保 海鈴 Shimbo Kaili?), född 16 augusti 2002 i Tokyo prefektur, är en japansk fotbollsspelare.
Shimbo började sin karriär 2020 i Cerezo Osaka. 2021 flyttade han till Renofa Yamaguchi FC.